# Rajek
Rajek is een bestuurslaag in het regentschap Grobogan van de provincie Midden-Java, Indonesië. Rajek telt 2263 inwoners (volkstelling 2010).